# Cam (film)
Cam è un film del 2018 diretto da Daniel Goldhaber e scritto da Isa Mazzei. L'opera, incentrata sulla figura di una camgirl, si ispira alla storia vera della sceneggiatrice Isa Mazzei.

## Trama
La protagonista è Alice Ackerman, una cam girl che si esibisce in diretta streaming da camera sua. Utilizza "Lola_Lola" come username sul sito ed è ossessionata dal voler raggiungere la Top 50 delle ragazze più viste e alla fine arrivare al primo posto. La madre è ignara della carriera intrapresa da Alice e crede che sua figlia lavori come sviluppatrice web; il fratello Jordan invece è al corrente della seconda identità di Alice, così come i suoi amici, ma non ha mai scoraggiato quest'ultima per la sua scelta. In uno show, per scalare la classifica, finge di suicidarsi con un coltello facendo così aumentare sia il numero di spettatori sia il numero di token, ovvero una mancia virtuale offerta dagli spettatori. L'assurda richiesta arriva in chat dal complice 'Tinker', un fan ossessionato che perseguita la ragazza con chiamate insistenti. Alice è in stretto contatto anche con Barney, un signore di mezza età che gestisce il sito. Anche Barney è attratto da Alice e le dice che presto si recherà dalle sue parti.
Con gli show a seguire riesce a raggiungere la Top 50, ma non appena arriva a questo traguardo inizia a notare un improvviso calo di visualizzazioni e di posizioni nella classifica. Ciò è causato da un'altra cam girl, Princess_X, la quale promette di spogliarsi in diretta a seguito di un calo di classifica di Alice. Quest'ultima si scollega per evitare un'ulteriore perdita e si dirige in un set per cam girl per recuperare il suo pubblico. Inizia quindi uno show in collaborazione con la cam girl 'Fox', a cavallo di un potente vibratore controllato dagli spettatori. La ragazza sviene per via dell'intensità del sex toy e al suo risveglio nota che il suo profilo "Lola" è in diretta streaming nonostante lei si sia appena svegliata
Alice contatta l'assistenza clienti del sito per assicurarsi che non stiano trasmettendo show vecchi e appurato ciò prova a riprendersi l'account. Fallendo in ciò, inizia a seguire la diretta da un altro account. La ragazza sullo schermo è identica in tutto e per tutto ad Alice, la quale manda diversi messaggi nella chat appurando che la trasmissione è effettivamente in diretta. Alice tenta di avvisare gli spettatori che non è la vera "Lola" ad essere in streaming ma viene bloccata dalla chat; la ragazza necessita quindi di creare un altro account.
All'inizio sospetta di 'Princess X', ma l'avversaria mette in chiaro che se avesse avuto la sua password avrebbe solo cancellato il profilo. Alice prova ad esporre denuncia alla polizia, ma i due agenti non danno attenzione al problema ed uno di loro inizia a porre domande strane e inappropriate. Ormai sempre più scoraggiata scopre che la falsa Lola programma di iniziare uno spettacolo in collaborazione con 'Baby' , la numero uno della classifica, e prova a mettersi in contatto, inutilmente, con quest'ultima. Alla sua festa di compleanno, Jordan viene invitato dagli amici a vedere cosa fa la sorella (ovvero la falsa Lola) in diretta ed inizia a litigare con questi ultimi. La professione di Alice viene rivelata davanti agli ospiti e davanti alla madre, la ragazza decide quindi di scappare. Nel frattempo la falsa Lola inscena un falso suicidio con una pistola e facendo salire di molto il suo rango.
Alice decide di incontrare Barney e di andare con lui in un ristorante. Con la scusa di chiedere informazioni su Baby, Alice riesce ad ottenere informazioni sul suo vero nome e sulla residenza. La ragazza va in bagno per approfondire su internet le ricerche ma lo show live di Lola inizia e l'uomo raggiunge Alice nel bagno accusandola di essere stato preso in giro. Barney prova ad aggredire Alice ma quest'ultima riesce a scappare e a casa scopre che in realtà Hannah Darin, ovvero Baby, è morta in un incidente stradale 6 mesi prima. A seguito dello spettacolo di Lola e Baby e paragonando gli spettacoli della falsa Baby con quelli della falsa Lola, Alice capisce che i due profili sono legati e l'utente 'Tinker' compare come fan numero uno di entrambi gli account e di altri profili falsi. Si reca quindi da Tinker, che nel frattempo si era trasferito nella città di Alice sperando di essere ricambiato. Quest'ultimo si offre prontamente di aiutare la ragazza, ma viene scoperto da quest'ultimo mentre si masturba seguendo la diretta della falsa Lola. Tinker è a conoscenza di questa situazione, ma non ha detto niente per provare ad aiutare la ragazza e quindi conquistarla. Alice si posiziona davanti al portatile di Tinker e si rende conto che la falsa Lola non sa riconoscere la somiglianza con Alice e quindi potrebbe trattarsi di un bot. Seguendo questa pista, Alice riesce a sfruttare quest'aspetto della falsa Lola sia per dimostrare la differenza nel subire danni fisici tra le due streamer sia ad ottenere la password dell'account di Lola a seguito di una competizione della chat. In procinto di perdere i sensi, Alice riesce a cancellare l'account di Lola poco prima che esso raggiunga la prima posizione.
A seguito di questi eventi, la madre inizia ad assistere la figlia in questa sua scelta, aiutandola con il trucco e con l'abbigliamento e Alice crea un nuovo account dove si esibisce con una parrucca bionda sotto il nome di "EveBot", confermando la possibilità di un bot che "prende vita" imitando il comportamento dell'essere umano che riproduce.

## Produzione
Il film presenta una storia parzialmente in parte ispirata proprio a quella di Isa Mazzei, che prima di iniziare a fare la scrittrice ha lavorato come camgirl: alcuni suoi video pornografici erano stati diretti dallo stesso Daniel Goldhaber, suo amico fin dai tempi della scuola. L'idea iniziale era infatti proprio quella di creare un documentario su questa professione, salvo poi optare per un tipo di opera più adatto a rappresentare la realtà di questa professione. Le riprese del film sono iniziate il 27 marzo 2017 e sono durate per un totale di 20 giorni.

## Distribuzione
Il film è stato presentato al Fantasia International Film Festival il 18 luglio 2018 ed è stato pubblicato il 16 novembre 2018 sulla piattaforma Netflix.

## Accoglienza
Sull'aggregatore Rotten Tomatoes il film riceve il 93% delle recensioni professionali positive con un voto medio di 7,2 su 10 basato su 101 critiche, mentre su Metacritic ottiene un punteggio di 71 su 100 basato su 17 critiche.